# Ивайло Сотиров
Ивайло Евтимов Сотиров е български офицер, бригаден генерал.

## Биография
Роден е на 19 септември 1967 г. в София. През 1989 г. завършва Висшето народно военно училище във Велико Търново с мотострелкови профил и гражданска специалност „Инженер ДВГ“. Военната си служба започва на 26 август 1989 г. като командир на мотострелкови взвод в девета танкова бригада в София. От 1992 до 1994 г. е командир на мотострелкова рота в същата бригада. В периода 1994 – 2000 г. е началник на патрул в отдел „Патрулно охранителна и конвойна дейност“ на Военна полиция в София. От 2000 до 2001 г. е старши инспектор в отдел „Криминален“ на Регионална служба „Военна полиция и военно контраразузнаване“ – София. Между 2001 и 2005 г. е старши инспектор в сектор „Анализ и информация“ на същата регионална служба. През 2003 г. завършва международни отношения във Варненския свободен университет, а на следващата година магистратура по международни отношения в същия университет. От 2004 до 2005 г. е военен наблюдател на ООН в мисията UNMEE в Етиопия и Еритрея. В периода 2005 – 2008 г. е началник на група в отдел „Контрол и охрана“, Регионална служба „Военна полиция и военно контраразузнаване“ – София.
През 2007 г. (юни-декември) е назначен за национален офицер за връзка с международната военна полиция в операция ISAF на НАТО в Афганистан. От 2008 до 2010 г. е главен инспектор към сектор „Планиране и развитие на експедиционните сили“ в ръководството на служба „Военна полиция“, София. Между 2010 и 2013 г. е главен инспектор към отдел „Планиране и развитие на силите“ в същата служба. В периода 2013 – 2017 г. е началник на отдела. От 2017 г. е заместник-директор на служба „Военна полиция“. През 2018 г. завършва стратегически курс във Военната академия в София. Получава званието си полковник на 24 февруари 2015 г. Изкарва редица курсове за командир на мотострелкова рота (1993), офицер от военната полиция (1995), за полицейски командири (2006), военна дипломация (2012) и други. От 28 януари 2021 г. със заповед ОХ-70 от 27 януари 2021 г. на министъра на отбраната изпълнява функциите на директор на служба „Военна полиция“. С указ № 191 от 30 юли 2021 г. е назначен за директор на служба „Военна полиция“ и удостоен със звание „бригаден генерал“.

## Военни звания
- Лейтенант (26 август 1989)
- Старши лейтенант (23 септември 1992)
- Капитан (1 септември 1996)
- Майор (1 май 2005)
- Подполковник (1 януари 2011)
- Полковник (1 март 2015)
- Бригаден генерал (30 юли 2021)